# Sucre, Sucre
Sucre là một khu tự quản thuộc tỉnh Sucre, Colombia. Thủ phủ của khu tự quản Sucre đóng tại Sucre Khu tự quản Sucre có diện tích 1139 ki lô mét vuông. Đến thời điểm ngày 28 tháng 5 năm 2005, khu tự quản Sucre có dân số 23139 người.